# North Beacon Street Bridge
Die North Beacon Street Bridge ist eine Bogenbrücke im Bundesstaat Massachusetts der Vereinigten Staaten, die den dort als North Beacon Street ausgewiesenen U.S. Highway 20 von Watertown in den Bostoner Stadtteil Brighton über den Charles River führt. Das Bauwerk wurde 1917 errichtet.
Das südliche Ende der Brücke ist zugleich das westliche Ende der Soldiers Field Road, während sich ihr nördliches Ende am westlichen Ende des Greenough Boulevard, einer Verlängerung des Memorial Drive, befindet.
Die North Beacon Street, die über die Brücke führt, ist nicht zu verwechseln mit der bekannten Bostoner Beacon Street.